# سالواتور موندی
سالواتور موندی، به‌معنای منجی جهان در لاتین یک موضوع شمایل‌نگاری است که عیسی را در حین عبادت با دست راست خود و نگهداری یک گوی، که معمولاً با یک صلیب روی آن همراه است، با دست چپ خود نشان می‌دهد. این جسم با نام گوی و صلیب شناخته می‌شود. گوی موجود در این جسم نماد زمین است و این عبارت به‌شدت تحت تأثیر مفاهیم فرجام‌شناسی است.
این طرح توسط نقاشان شمالی مانند یان وان آیک، هانس مملینگ و آلبرشت دورر معروف گردید. چندین نسخه از این طرح توسط تیسین کشیده شده‌اند که یکی از شاخص‌ترینشان نسخه موجود در موزه ارمیتاژ است.
یکی از نقاشی‌های مربوط به این طرح، نقاشی سالواتور موندی است که در سال ۲۰۱۲ به لئوناردو دا وینچی نسبت داده شده. این نقاشی بین سال‌های ۱۷۶۳ و ۱۹۰۰، زمانی که سر چارلز رابینسون مالکیت آن را در اختیار داشت، ناپدید شده بود. در آن زمان تصور می‌شد که این نقاشی کار یکی از پیروان لئوناردو به نام برناردینو لوینی باشد و برای داتی هاوس در ریچموند، لندن توسط سر فرانسیس کوک خریداری شد. در آن زمان چهره و موهای عیسی به‌طور گسترده دوباره نقاشی شد. یک عکس گرفته شده در سال ۱۹۱۲ ظاهر تغییر داده شده این نقاشی را نشان می‌دهد. در سال ۲۰۱۷، این نقاشی در یک حراج با قیمت ۴۵۰٫۳۰۰٫۰۰۰ دلار فروخته شد و عنوان گرانترین نقاشی تاریخ را به دست آورد.

## نگارخانه

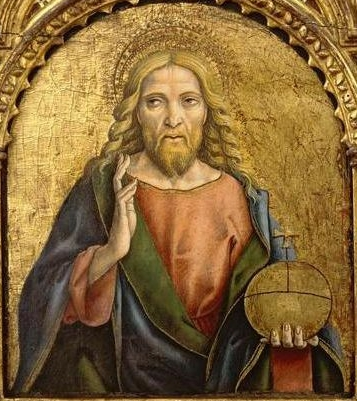
کارلو کریولی، دعای خیر مسیح (حدود ۱۴۷۲ میلادی)
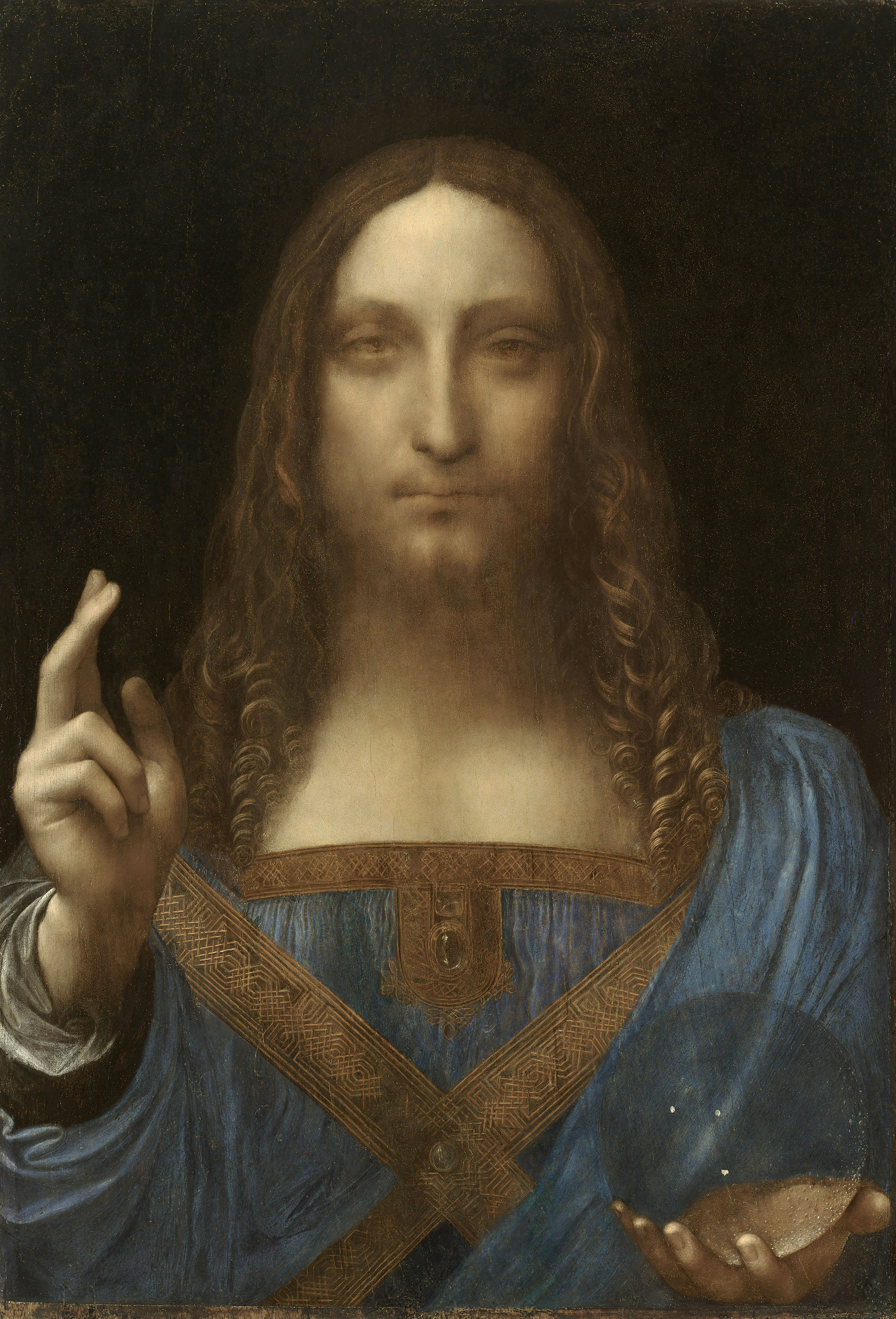
لئوناردو دا وینچی، سالواتور موندی (حدود ۱۵۰۰ میلادی)
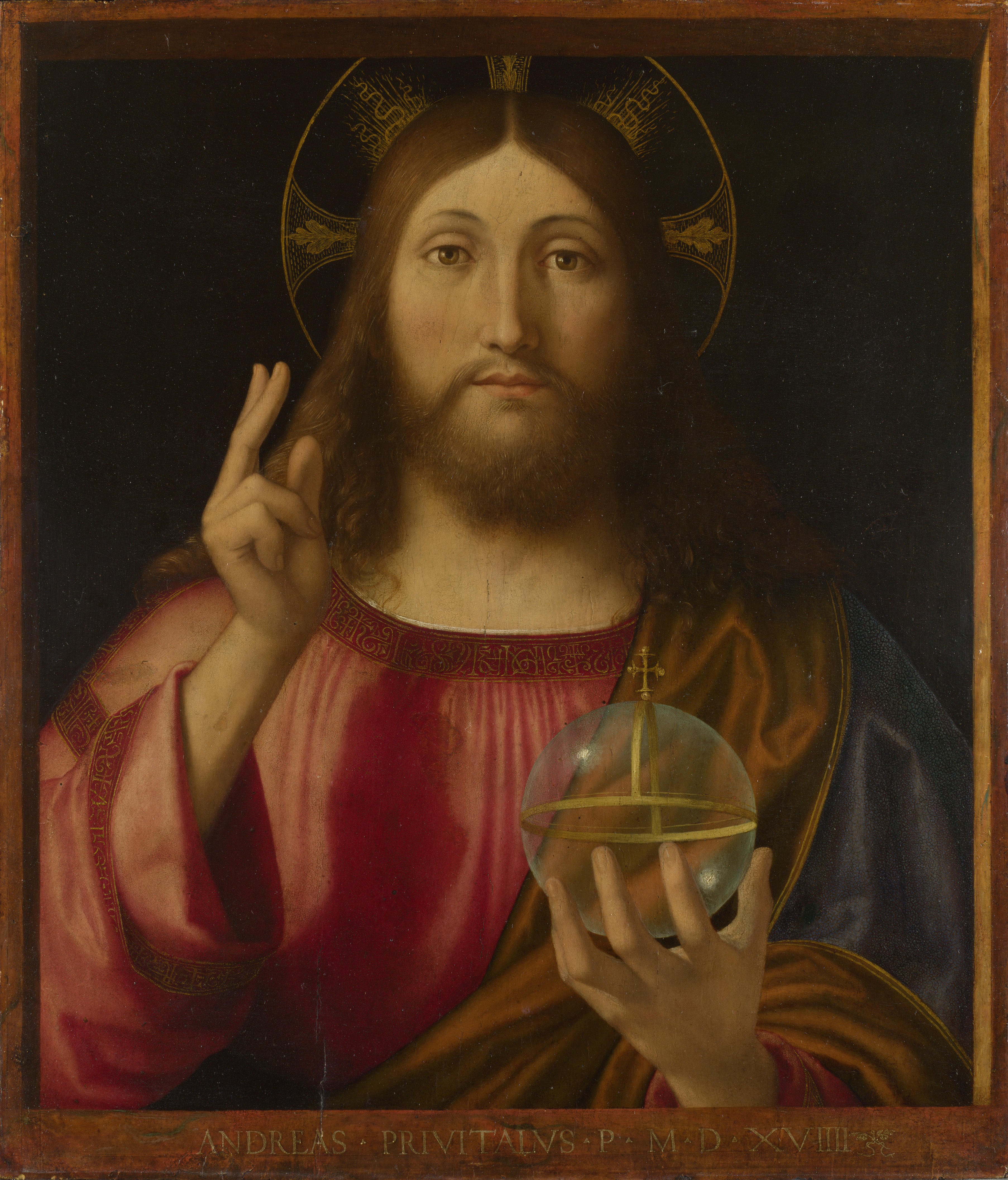
آندره‌آ پرویتالی، سالواتور موندی (۱۵۱۹)، نگارخانه ملی لندن
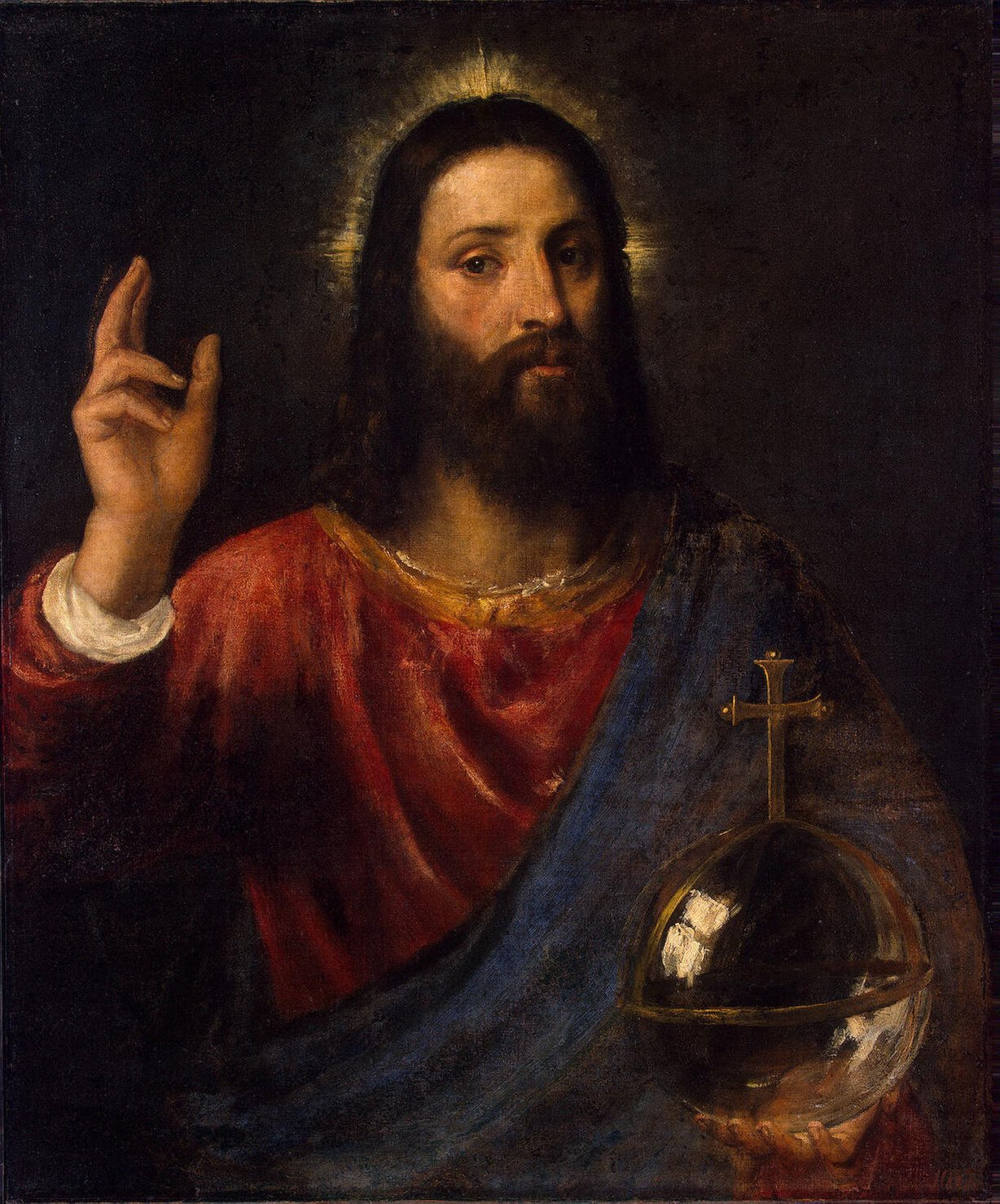
تیسین، سالواتور موندی (۱۵۷۰)، موزه ارمیتاژ
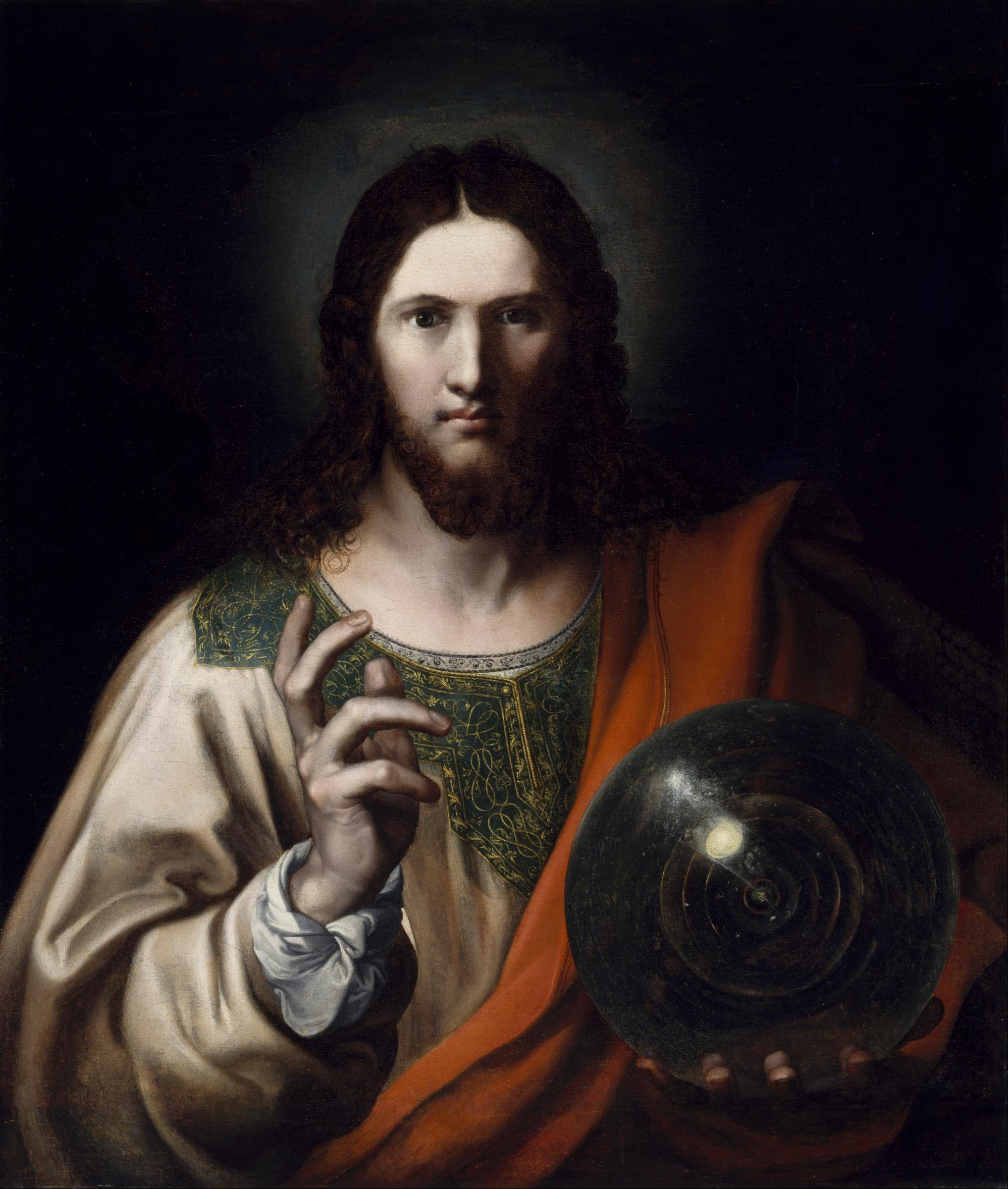
هنرمند ناشناس، سالواتور موندی (ربع چهارم قرن شانزدهم)
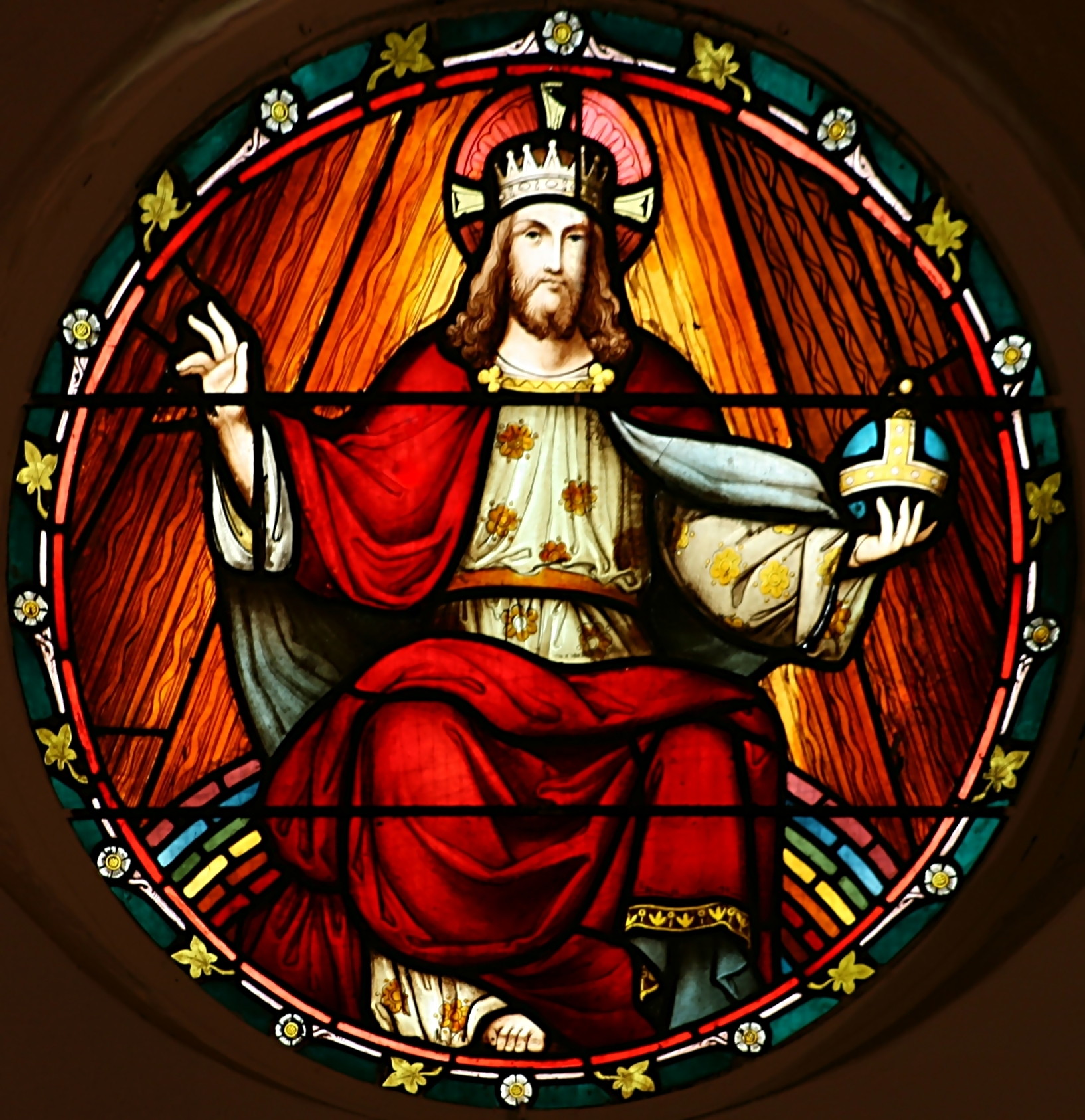
ویترای در کلیسای آنجلی سنت جان، اشفیلد، نیو ساوت ولز